# Crocodeilanthe
Crocodeilanthe é um género botânico pertencente à família das orquídeas (Orchidaceae).

## Etimologia
O nome vem do grego krokodeilanthos, que signidica flor em forma de crocodilo.

## Sinônimo
- Pleurothallis subg. Crocodeilanthe (Rchb. f. & Warsz.) Luer, Monogr. Syst. Bot. Missouri Bot. Gard. 20: 34. 1986.

## Distribuição
O gênero Crocodeilanthe é composto por cerca de setenta espécies que ocorrem desde as florestas montanhosas da América Central, descendo pelos Andes até a região central da Bolívia. A única espécie registrada para o Brasil foi descoberta recentemente em uma expedição realizada ao Monte Caburaí, em Roraima.

## Descrição
As espécies deste gênero costumam ser comparativamente grandes, em regra produzindo diversas inflorescências simultâneas de um mesmo ramicaule, que brotam da espata presente em seu ápice. Algumas vezes dali brotam também novos ramicaules e folhas à maneira de Scaphyglottis. O labelo de suas flores normalmente tem um par de calos na medade do comprimento, e próximo à sua larga base é concavo. A coluna é curta e bulbosa e articula-se com a citada concavidade do labelo.

## Histórico
O gênero Crocodeilanthe foi proposto por Reichenbach e Warszewicz em Bonplandia 2(9): 114-115, em 1854, quando descreveram a Crocodeilanthe xiphizusa, que é a espécie tipo deste gênero.
Em 1861, o próprio Reichenbach reduziu o gênero a sinônimo de Pleurothallis.
Em 1986, Carlyle August Luer criou um subgênero de Pleurothallis utilizando-se da descrição original de Reichenbach e Warszewicz.
Em 2001 Pridgeon & Chase propuseram a remoção de grande parte das espécies do subgênero para o gênero Stelis.
Em 2004, Carl Luer opondo-se à recente tendência da supremacia exclusiva de critérios genéticos sobre os morfológicos para a classificação de espécies,  apresentou alguns gêneros alternativos à classificação tradicional de Pleurothallis, ou seja, à proposta de Pridgeon & Chase, Crocodeilanthe é um deles.

## Filogenia
Crocodeilanthe é o gênero mais próximo de Stelis no que se refere à filogenia. Enquanto a análise do DNA destas espécies não aponta para uma clara conclusão, Pridgeon e Chase sugerem ampliar o gênero Stelis de modo a acomodar toda possível variação existente nos gêneros próximos. De toda a proposta preliminar de Pridgeon & Chase para a reorganização da subtribo Pleurothallidinae, a porção que aborda a inclusão de diversas seções de Pleurothallis no gênero Stelis parece ser a mais controversa e encontra grande dificuldade de aceitação no meio científico.
Apontam seus opositores que, aceita esta proposta, Stelis, atualmente um gênero de morfologia bastante definida, de fácil reconhecimento, além de já bastante grande, perderia sua unidade tornando-se um ajuntamento de espécies bastante díspares, incluindo espécies dos gêneros Condylago, Physosiphon, Effusiella, Niphanta, Pabstiella além de Crocodeilanthe, etc.
Contudo, os próprios Pridgeon e Chase admitem que a solução deste problema depende apenas da subjetiva decisão sobre onde dividir os gêneros cujo DNA pertence a estes ramos.

## Espécies
1. Crocodeilanthe aligera(Luer & R.Vásquez) Luer, Monogr. Syst. Bot. Missouri Bot. Gard. 95: 256 (2004).
2. Crocodeilanthe aloisii (Schltr.) Luer, Monogr. Syst. Bot. Missouri Bot. Gard. 95: 256 (2004).
3. Crocodeilanthe apposita (Luer) Luer, Monogr. Syst. Bot. Missouri Bot. Gard. 95: 256 (2004).
4. Crocodeilanthe atwoodii (Luer) Luer, Monogr. Syst. Bot. Missouri Bot. Gard. 95: 256 (2004).
5. Crocodeilanthe avirostris (Luer & Hirtz) Luer, Monogr. Syst. Bot. Missouri Bot. Gard. 95: 256 (2004).
6. Crocodeilanthe batillacea (Luer) Luer, Monogr. Syst. Bot. Missouri Bot. Gard. 95: 256 (2004).
7. Crocodeilanthe bucaramangae (Luer & R.Escobar) Luer, Monogr. Syst. Bot. Missouri Bot. Gard. 95: 256 (2004).
8. Crocodeilanthe cassidis (Lindl.) Luer, Monogr. Syst. Bot. Missouri Bot. Gard. 95: 256 (2004).
9. Crocodeilanthe cauliflora (Lindl.) Luer, Monogr. Syst. Bot. Missouri Bot. Gard. 95: 256 (2004).
10. Crocodeilanthe choerorhyncha (Luer) Luer, Monogr. Syst. Bot. Missouri Bot. Gard. 95: 256 (2004).
11. Crocodeilanthe cosangae (Luer & Hirtz) Luer, Monogr. Syst. Bot. Missouri Bot. Gard. 95: 256 (2004).
12. Crocodeilanthe croatii (Luer) Luer, Monogr. Syst. Bot. Missouri Bot. Gard. 95: 256 (2004).
13. Crocodeilanthe cuatrecasasii (Luer) Luer, Monogr. Syst. Bot. Missouri Bot. Gard. 95: 256 (2004).
14. Crocodeilanthe cyathiflora (C.Schweinf.) Luer, Monogr. Syst. Bot. Missouri Bot. Gard. 95: 256 (2004).
15. Crocodeilanthe domingensis (Cogn.) Luer, Monogr. Syst. Bot. Missouri Bot. Gard. 95: 256 (2004).
16. Crocodeilanthe elegans (Kunth) Luer, Monogr. Syst. Bot. Missouri Bot. Gard. 95: 256 (2004).
17. Crocodeilanthe erectiflora Luer, Monogr. Syst. Bot. Missouri Bot. Gard. 103: 311 (2005).
18. Crocodeilanthe expansa (Lindl.) Luer, Monogr. Syst. Bot. Missouri Bot. Gard. 95: 256 (2004).
19. Crocodeilanthe floribunda (Poepp. & Endl.) Luer, Monogr. Syst. Bot. Missouri Bot. Gard. 95: 256 (2004).
20. Crocodeilanthe fonsflorum (Lindl.) Luer, Monogr. Syst. Bot. Missouri Bot. Gard. 95: 256 (2004).
21. Crocodeilanthe galeata (Lindl.) Luer, Monogr. Syst. Bot. Missouri Bot. Gard. 95: 256 (2004).
22. Crocodeilanthe galerasensis (Luer) Luer, Monogr. Syst. Bot. Missouri Bot. Gard. 95: 256 (2004).
23. Crocodeilanthe gigas (Luer & R.Escobar) Luer, Monogr. Syst. Bot. Missouri Bot. Gard. 95: 256 (2004).
24. Crocodeilanthe infundibulosa (Luer) Luer, Monogr. Syst. Bot. Missouri Bot. Gard. 95: 256 (2004).
25. Crocodeilanthe jamiesonii (Lindl.) Luer, Monogr. Syst. Bot. Missouri Bot. Gard. 95: 256 (2004).
26. Crocodeilanthe jurisdixii (Luer & R.Escobar) Luer, Monogr. Syst. Bot. Missouri Bot. Gard. 95: 256 (2004).
27. Crocodeilanthe laevigata (Lindl.) Luer, Monogr. Syst. Bot. Missouri Bot. Gard. 95: 256 (2004).
28. Crocodeilanthe laevis (Luer & Hirtz) Luer, Monogr. Syst. Bot. Missouri Bot. Gard. 95: 256 (2004).
29. Crocodeilanthe laminata (Luer) Luer, Monogr. Syst. Bot. Missouri Bot. Gard. 95: 256 (2004).
30. Crocodeilanthe lehmanniana (Schltr.) Luer, Monogr. Syst. Bot. Missouri Bot. Gard. 95: 256 (2004).
31. Crocodeilanthe ligulata (Lindl.) Luer, Monogr. Syst. Bot. Missouri Bot. Gard. 95: 256 (2004).
32. Crocodeilanthe mandonii (Rchb.f.) Luer, Monogr. Syst. Bot. Missouri Bot. Gard. 95: 256 (2004).
33. Crocodeilanthe maxima (Luer) Luer, Monogr. Syst. Bot. Missouri Bot. Gard. 95: 256 (2004).
34. Crocodeilanthe molleturoi (Luer & Dodson) Luer, Monogr. Syst. Bot. Missouri Bot. Gard. 95: 256 (2004).
35. Crocodeilanthe moritzii (Rchb.f.) Luer, Monogr. Syst. Bot. Missouri Bot. Gard. 95: 256 (2004).
36. Crocodeilanthe nivalis (Luer) Luer, Monogr. Syst. Bot. Missouri Bot. Gard. 95: 256 (2004).
37. Crocodeilanthe orectopus (Luer) Luer, Monogr. Syst. Bot. Missouri Bot. Gard. 95: 256 (2004).
38. Crocodeilanthe pachypus (F.Lehm. & Kraenzl.) Luer, Monogr. Syst. Bot. Missouri Bot. Gard. 95: 256 (2004).
39. Crocodeilanthe patateensis (Luer) Luer, Monogr. Syst. Bot. Missouri Bot. Gard. 95: 256 (2004).
40. Crocodeilanthe pellucida (Luer & Hirtz) Luer, Monogr. Syst. Bot. Missouri Bot. Gard. 95: 256 (2004).
41. Crocodeilanthe pennelliana (Luer) Luer, Monogr. Syst. Bot. Missouri Bot. Gard. 95: 256 (2004).
42. Crocodeilanthe pilifera (Lindl.) Luer, Monogr. Syst. Bot. Missouri Bot. Gard. 95: 256 (2004).
43. Crocodeilanthe popayanensis (F.Lehm. & Kraenzl.) Luer, Monogr. Syst. Bot. Missouri Bot. Gard. 95: 256 (2004).
44. Crocodeilanthe possoae (Luer) Luer, Monogr. Syst. Bot. Missouri Bot. Gard. 95: 256 (2004).
45. Crocodeilanthe praealta (Luer & Hirtz) Luer, Monogr. Syst. Bot. Missouri Bot. Gard. 95: 256 (2004).
46. Crocodeilanthe prolificans (Luer & Hirtz) Luer, Monogr. Syst. Bot. Missouri Bot. Gard. 95: 256 (2004).
47. Crocodeilanthe pulchella (Kunth) Luer, Monogr. Syst. Bot. Missouri Bot. Gard. 95: 256 (2004).
48. Crocodeilanthe retusiloba (C.Schweinf.) Luer, Monogr. Syst. Bot. Missouri Bot. Gard. 95: 256 (2004).
49. Crocodeilanthe rhodotantha (Rchb.f.) Luer, Monogr. Syst. Bot. Missouri Bot. Gard. 95: 257 (2004).
50. Crocodeilanthe rictoria (Rchb.f.) Luer, Monogr. Syst. Bot. Missouri Bot. Gard. 95: 257 (2004).
51. Crocodeilanthe salpingantha (Luer & Hirtz) Luer, Monogr. Syst. Bot. Missouri Bot. Gard. 95: 257 (2004).
52. Crocodeilanthe scansor (Luer) Luer, Monogr. Syst. Bot. Missouri Bot. Gard. 95: 257 (2004).
53. Crocodeilanthe simplicilabia (C.Schweinf.) Luer, Monogr. Syst. Bot. Missouri Bot. Gard. 95: 257 (2004).
54. Crocodeilanthe siphonantha (Luer) Luer, Monogr. Syst. Bot. Missouri Bot. Gard. 95: 257 (2004).
55. Crocodeilanthe spathosa (Luer & R.Escobar) Luer, Monogr. Syst. Bot. Missouri Bot. Gard. 95: 257 (2004).
56. Crocodeilanthe stelidiopsis (Luer) Luer, Monogr. Syst. Bot. Missouri Bot. Gard. 95: 257 (2004).
57. Crocodeilanthe suinii Luer, Monogr. Syst. Bot. Missouri Bot. Gard. 105: 249 (2006).
58. Crocodeilanthe taxis (Luer) Luer, Monogr. Syst. Bot. Missouri Bot. Gard. 95: 257 (2004).
59. Crocodeilanthe tunguraguae (F.Lehm. & Kraenzl.) Luer, Monogr. Syst. Bot. Missouri Bot. Gard. 95: 257 (2004).
60. Crocodeilanthe vargasii (C.Schweinf.) Luer, Monogr. Syst. Bot. Missouri Bot. Gard. 95: 257 (2004).
61. Crocodeilanthe vegrandis (Luer & Dodson) Luer, Monogr. Syst. Bot. Missouri Bot. Gard. 95: 257 (2004).
62. Crocodeilanthe velaticaulis (Rchb.f.) Luer, Monogr. Syst. Bot. Missouri Bot. Gard. 95: 257 (2004).
63. Crocodeilanthe verbiformis (Luer) Luer, Monogr. Syst. Bot. Missouri Bot. Gard. 95: 257 (2004).
64. Crocodeilanthe virgata (Luer) Luer, Monogr. Syst. Bot. Missouri Bot. Gard. 95: 257 (2004).
65. Crocodeilanthe weddelliana (Rchb.f.) Luer, Monogr. Syst. Bot. Missouri Bot. Gard. 103: 309 (2005).
66. Crocodeilanthe xiphizusa Rchb.f. & Warsz., Bonplandia (Hannover) 2: 114 (1854).
67. Crocodeilanthe zunagensis (Luer & Hirtz) Luer, Monogr. Syst. Bot. Missouri Bot. Gard. 95: 257 (2004).